# Reykjadalur (Ölfus)
Das Reykjadalur (isl. Rauchtal) ist ein etwa drei Kilometer langes Tal in der Gemeinde Ölfus in Island, 40 km (Luftlinie) östlich von Reykjavík. 

## Geografie
Das nördlich von Hveragerði gelegene Tal erstreckt sich in Nord-Süd-Richtung und wird durch den Berg Dalafell vom östlich gelegenen Grensdalur getrennt. Durchflossen wird das Geothermalgebiet vom warmen Bach Reykjadalsá, der nach der südlich gelegenen Schlucht Djúpagil (wörtlich tiefe Schlucht) in den Fluss Varmá mündet. Durch das Reykjadalur verläuft ein Wanderweg (Reykjadalsleið) von den Rjúpnabrekkur über Klambragil zum Geothermalgebiet von Ölkelduháls.